# Persönlicher Stab Reichsführer-SS
De Persönlicher Stab Reichsführer-SS was een SS-organisatie die, letterlijk vertaald, de persoonlijke staf was van de Reichsführer-SS, Heinrich Himmler.
De organisatie werd in 1933 opgericht door Himmler en had als voornaamste taak om verschillende activiteiten en projecten op touw te zetten, onder directe supervisie van de Reichsführer.
Karl Wolff had van 1933 tot 1942 de leiding over de organisatie en zijn taken bestonden voornamelijk uit het toezicht houden op Himmlers schema, het dienen als verbindingsofficier en het overtuigen van andere SS organisaties tot deze bereid waren om de wensen van de Reichsführer in te willigen.
Naast de persoonlijke staf van Himmler waren er enkele speciale teams opgericht met uiteenlopende taken. Zo bestond de staf van het kasteel Wewelsburg uit leden van de organisatie en waren er antropologie- en archeologieteams.

## Organisatie
- Persönliche Referent (Persoonlijke assistent)
  - SS-Standartenführer Rudolf Brandt
  - SS-Standartenführer Walter Schmitt (1 maart 1934[1] - 1 juni 1935[2])
  - SS-Sturmbannführer Leo Petri (18 juni 1934 - 1 januari 1935[3])

- Adjutant (Adjudant)
  - SS-Oberführer Josias zu Waldeck und Pyrmont, (15[4]/24 september 1930[5][6] - 15 september 1931[7][4])
  - SS-Standartenführer Siegfried Seidel-Dittmarsch[8]
  - SS-Standartenführer Theodor Berkelmann (6 maart 1932[9] - 30 september 1932[9]/1 oktober 1932[10])
  - SS-Sturmbannführer Franz Breithaupt (1 december 1932 - 31 juli 1933[11][12])
  - SS-Hauptsturmführer Joachim Peiper (2e Adj. 30 januari 1939 - 1 juni 1939, 1e Adj.[13] 1 januari 1939 (met terugwerkende kracht vanaf juni 1939[14]))
  - SS-Oberführer Ludolf-Hermann von Alvensleben (1e Adj. 14 november 1938 - 9 oktober 1939, 25 november 1938 - 31 januari 1941[15])
  - SS-Obersturmbannführer Werner Grothmann (herfst 1941 - 8 mei 1945)

- Feldkommandostab RFSS (Veldcommandostaf RFSS) - stafchef
  - SS-Gruppenführer Kurt Knoblauch (6 mei 1941 - 9 november 1942)
  - SS-Brigadeführer Ernst Rode - (26 november 1942 - 1 augustus 1944[16])

- Hauptabteilung Auziechungen und Orden (Hoofdafdeling onderscheidingen en orden) 
  - SS-Standartenführer Hans von Uslar (8 juni 1939 - 1944[17])

- Forschungsgemeinschaft Deutsches Ahnenerbe e.V. (Onderzoeksvereniging Duits voorouderserfgoed)
  - SS-Oberführer professor dr. Walther Wüst, curator en ambtchef
  - SS-Standartenführer Wolfram Sievers Reichsgeschäftsführer en plaatsvervangend ambtchef[18]

- SS-Mannschafthäuser (SS-manschappenhuis) - SS-Oberführer Kurt Ellersiek[19]

- Reichsarzt SS (Rijksarts SS) - SS-Oberführer Ernst-Robert Grawitz[20]

- Oberster Kliniker (Hoogste clinicus) - SS-Gruppenführer Karl Gebhardt

- Oberster Hygieniker (Hoogste hygiënist) - SS-Oberführer Joachim Mrugowsky

- Zahnarzt (Tandarts) - SS-Oberführer Hugo Blaschke

- RFSS Persönlicher Stab Beaftragter (Persoonlijke staf RFSS gevolmachtigde)

- Amt für Bevolkerungspolitik (Ambt voor bevolkingspolitiek) 
  - SS-Oberführer Arthur Gütt (1 juni 1935 - 1 augustus 1939)
  - SS-Oberführer Helmut Poppendick

- Kulturreferat der RFSS (Cultuurafdeling bij de RFSS)

- Statistisch Wissenschaftlische Institut RFSS (Statistisch wetenschappelijk instituut)

- Deinststelle für Kulturelle Forschungen mit SS Schule Haus Wewelsburg  (Bureau voor culturele onderzoek en de SS-school Wewelsburg)
  - SS-Hauptsturmführer Manfred von Knobelsdorff (28 mei 1935 - 30 januari 1938)
  - SS-Obergruppenführer en Generaal in de Waffen-SS Siegfried Taubert (30 januari 1938 - 30 maart 1945[21])

- Chef des Protokolle (Chef van de protocollen)

- Rohestoffamt RFSS (Ambt grondstoffen RFSS)
  - SS-Standartenführer Albert Klot

- Amt L (Lebensborn (Ambt L (Lebensborn)) 
  - SS-Sturmbannführer Guntram Pflaum (1939 - 11 april 1940)
  - SS-Standartenführer Max Sollmann (11 april 1940 - 8 mei 1945)

- Chef Fernmeldungswesen bei RFSS (Chef van de Telecommunicatie bij de RFSS) 
  - SS-Obergruppenführer Ernst Sachs[20] (1 augustus 1944 - 8 mei 1945)
  - SS-Brigadeführer Wilhelm Keilhas[22] (12 augustus 1944 - 8 mei 1945)

- SS Richter bei RFSS Persönlicher Stab (SS-rechter bij de persoonlijke staf RFSS) 
  - SS-Oberführer Horst Bender[20]

- RFSS Persönlicher Stab für Jagd und Forstwesen (Persoonlijke staf RFSS voor het jacht- en boswezen) - 
  - SS-Brigadeführer Hermann Müller (SS-generaal)[23] Andere bron vermeldt: Franz Mueller[24]

- Dienststelle Vierjahresplan (Bureau vierjarenplan)
  - SS-Brigadeführer Ulrich Greifelt[25] (1937 - 11 juni 1941[26])

- Presstelle RFSS (Persdienst van de RFSS)
  - SS-Obersturmbannführer Gerhard Radke
  - SS-Obersturmführer Otto Behrendt[18]

- SS Wirtschaftsring (SS economische kring)

- Abteilung Wirtschaftliche Hilfe (Afdeling economische hulp) - 
  - SS-Sturmbannführer Dr. Helmut Fitzner[18]

- Zur besonderen Verwendung (z.b.V.) (Speciaal gebruik)
  - SS-Oberführer Franz Breithaupt (31 juli 1933 - 9 november 1934[11])
  - SS-Gruppenführer Josias zu Waldeck und Pyrmont (10 juni 1933 - 1 juni 1934[27])
  - SS-Obergruppenführer en Generaal in de politie Udo von Woyrsch (1 januari 1935 - 20 april 1940[28])
  - SS-Gruppenführer Max Amann (20 april 1935 - 30 januari 1936[29])
  - SS-Oberführer Leonardo Conti (13 juni 1935 - 8 mei 1945[30])
  - SS-Obergruppenführer en Generaal in de Waffen-SS Friedrich-Wilhelm Krüger (20 januari 1945 - 20 februari 1945[31])
  - SS-Oberführer Hans Baur (27 maart 1935 - 1 april 1937[32])

- Hauptabteilung für Künstler Fragen (Hoofdafdeling voor Artistieke Vragen)
  - SS-Obersturmführer Karl Diebitsch (1 november 1935 - 8 augustus 1942[33])

- Amt München (Ambt München)
  - SS-Oberführer Karl Diebitsch (8 augustus 1942 - 8 mei 1945[33])